# Lomtjärnet (Södra Finnskoga socken, Värmland)
Lomtjärnet är en sjö i Torsby kommun i Värmland och ingår i Glommas huvudavrinningsområde.